# Niki Urakami
Niki Urakami (japanisch 浦上 仁騎 Urakami Niki; * 11. November 1996 in der Präfektur Ibaraki) ist ein japanischer Fußballspieler.

## Karriere
Urakami erlernte das Fußballspielen in der Jugendmannschaft von Omiya Ardija und der Universitätsmannschaft der Tōyō-Universität. Seinen ersten Vertrag unterschrieb er 2019 beim AC Nagano Parceiro. Der Verein aus Nagano spielte in der dritten japanischen Liga, der J3 League. Nach 58 Drittligaspielen wechselte er im Januar 2021 zum Zweitligisten Ventforet Kofu. Am 15. Oktober 2022 stand er mit Kofu im Finale des japanischen Pokals, wo man im Elfmeterschießen den Erstligisten Sanfrecce Hiroshima besiegte. Nach insgesamt 75 Ligaspielen wechselte er im Januar 2023 zum ebenfalls in der zweiten Liga spielenden Ōmiya Ardija. Am Ende der Saison 2024 feierte er mit dem Verein die Drittligameisterschaft und den Aufstieg in die zweite Liga.

## Erfolge
Ventforet Kofu
- Japanischer Pokalsieger: 2022

Ōmiya Ardija
- Japanischer Drittligameister: 2024